# Dekanat dzierzgowski (diecezja płocka)
Dekanat dzierzgowski – dekanat diecezji płockiej z siedzibą w Krzynowłodze Wielkiej. 
Księża funkcyjni (stan na dzień 5 września 2024 ):
- ks. mgr Leszek Smoliński proboszcz parafii pw. Wszystkich Świętych w Krzynowłodze Wielkiej
- ks. mgr Hubert Komorowski, proboszcz parafii pw. św. Macieja w Pawłowie
- ks. mgr Jerzy Jakubowski, proboszcz parafii pw. św. Apostołów Piotra i Pawła w Grudusku

Lista parafii (stan na dzień 21 sierpnia 2018):
| Lp | Miejscowość / parafia                     | Czas powstania | Proboszcz / administrator              | Zdjęcie | Strona www |
| -- | ----------------------------------------- | -------------- | -------------------------------------- | ------- | ---------- |
| 1  | Duczymin św. Jana Nepomucena              | 1496           | ks. mgr Grzegorz Ostrowski od 2022     |         | → www      |
| 2  | Dzierzgowo Wniebowzięcia NMP              | 1388           | ks. dr Wiesław Szymański od 2023       |         |            |
| 3  | Grudusk Świętych Apostołów Piotra i Pawła | XI w.          | ks. mgr Jerzy Jakubowski od 2021       |         |            |
| 4  | Janowo św. Rocha                          | koniec XIV w.  | ks. mgr Mirosław Wółkiewicz od 2023    |         |            |
| 5  | Krzynowłoga Mała św. Dominika             | XV w.          | ks. kan. mgr Jacek Wichorowski od 2013 |         | → www      |
| 6  | Krzynowłoga Wielka Wszystkich Świętych    | koniec XIV w.  | ks. mgr Leszek Smoliński od 2023       |         |            |
| 7  | Pawłowo Kościelne św. Macieja             | XV wiek        | ks. Hubert Jerzy Komorowski od 2016    |         | → www      |